# Устка
Устка (пол. Ustka, каш. Ùskô, нім. Stolpmünde) — місто в північній Польщі, у гирлі річки Слупя, на Балтійському морі.
Портове і курортне місто.
Належить до Слупського повіту Поморського воєводства.

## Музеї
В Устці працює приватний музей хлібобулочних і кондитерских виробів.

## Демографія
Демографічна структура станом на 31 березня 2011 року:
|          | Загалом | Допрацездатний вік | Працездатний вік | Постпрацездатний вік |
| -------- | ------- | ------------------ | ---------------- | -------------------- |
| Чоловіки | 7983    | 1424               | 5702             | 857                  |
| Жінки    | 8577    | 1314               | 5165             | 2098                 |
| Разом    | 16560   | 2738               | 10867            | 2955                 |